# Нойштадт (Доссе)
Нойштадт (нем. Neustadt) — город в Германии, в земле Бранденбург.
Входит в состав района Восточный Пригниц-Руппин. Подчиняется управлению Нойштадт (Доссе). Население составляет 3575 человек (на 31 декабря 2010 года). Занимает площадь 75,43 км². Официальный код — 12 0 68 324.
| Год  | Население |
| ---- | --------- |
| 2005 | 3876      |
| 2010 | 3622      |

## Галерея

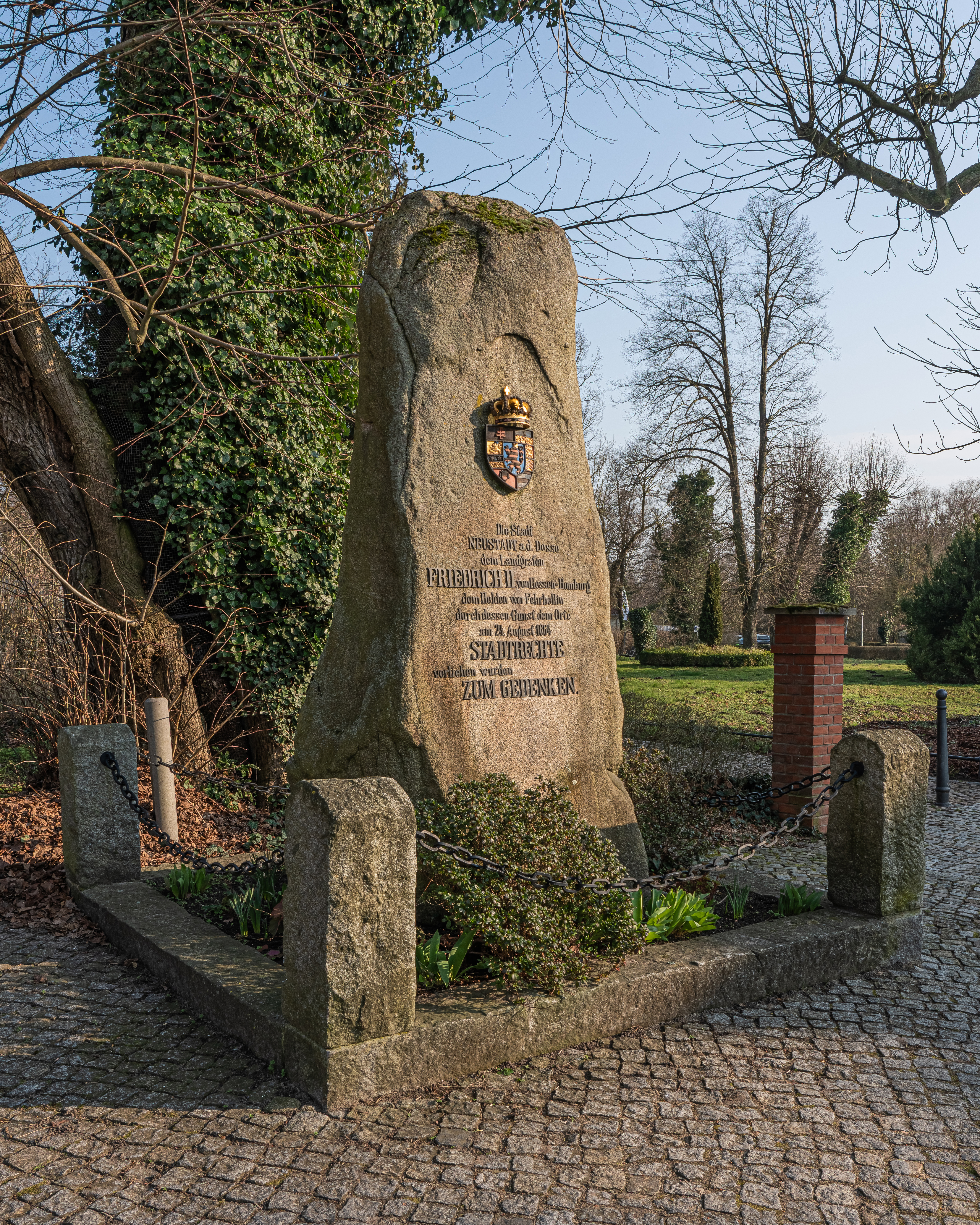
Памятник
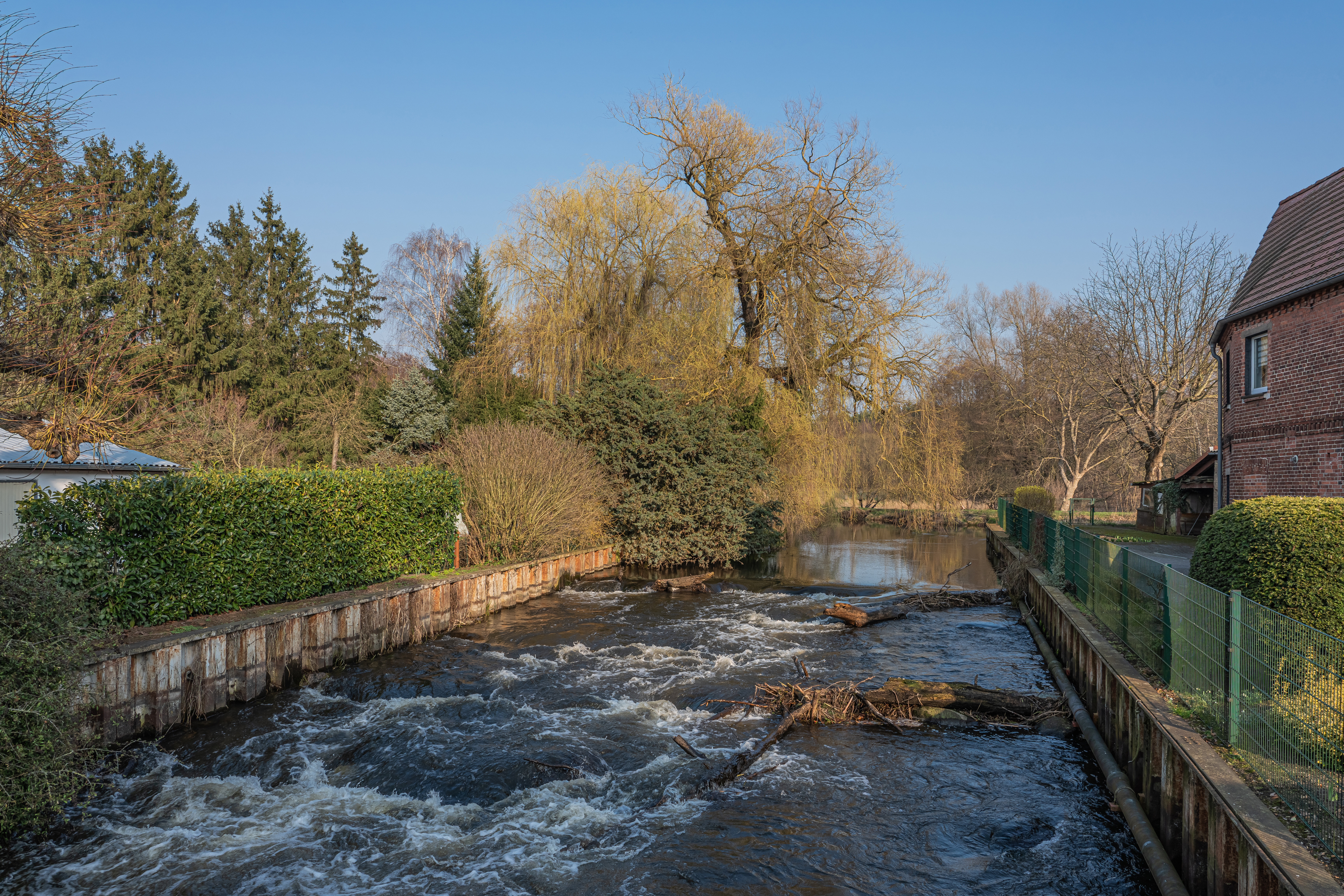
Река Доссе в Нойштадте
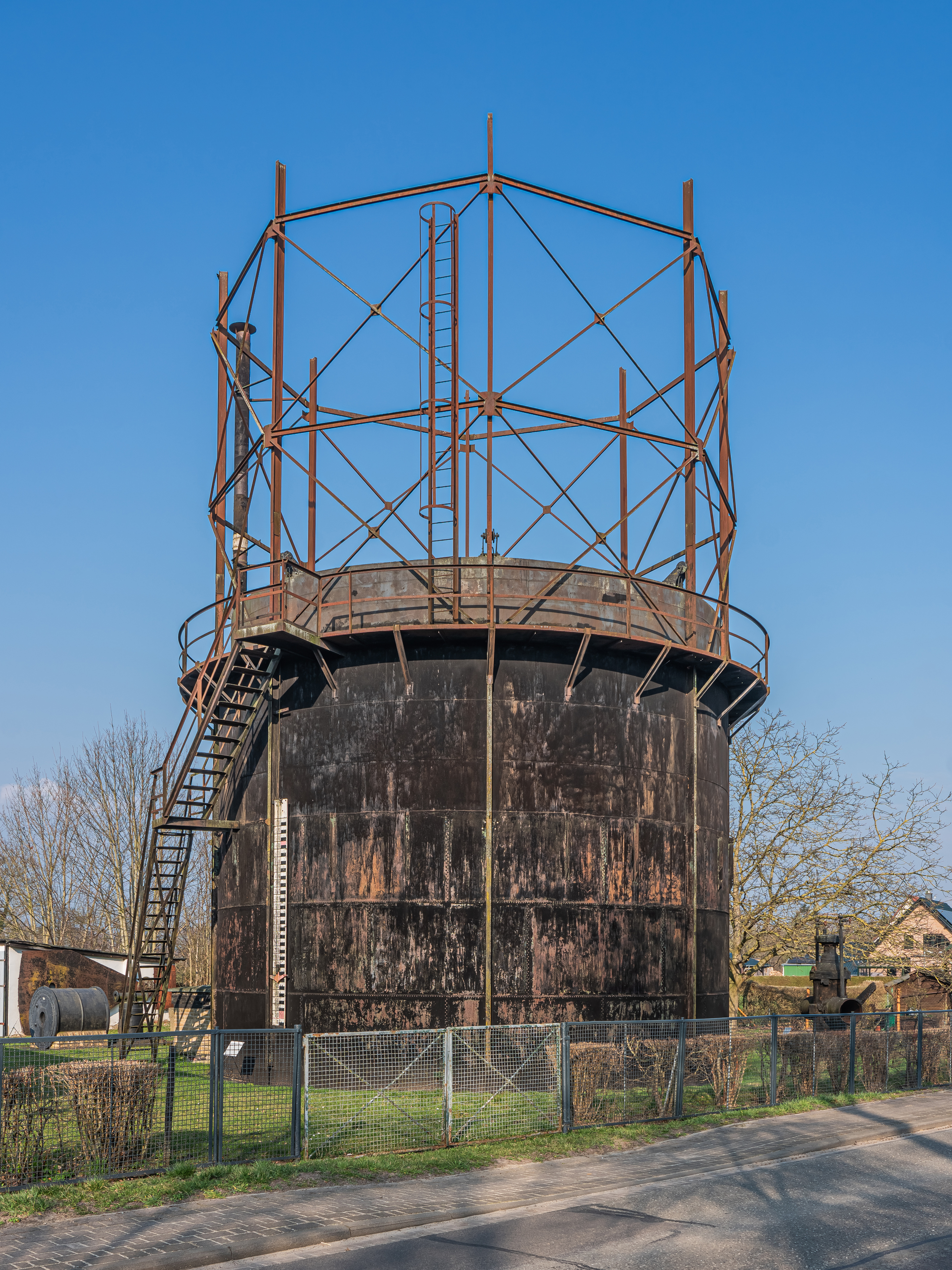
Бывший газгольдер